# Подгатье (Пуховичский район)
Подгатье (бел. Падга́цце) — деревня в Пуховичском районе Минской области Республики Беларусь. Входит в состав Новопольского сельсовета.

## География
Расположена в 41,5 км на северо-запад от Марьиной Горки, 26,5 км от Минска, 18,5 км от железнодорожной станции Руденск на линии Минск — Осиповичи.
Пролегают дороги Н9342, Н24609.
Ближайшие населённые пункты Бахаровичи, Заречаны и др.

### Гидрография
Около реки Птичь (приток Припяти).

## Этимология
Название обозначает местоположение, то есть под готью. Гать — настил из бревен или хвороста через топкое место.

## История
Во второй половине XIX века деревня в Дудичской волости Игуменского уезда Минской губернии (она же Марковщина). Принадлежала к домену Самуэлево , собственность Радзивиллов, потом Витгенштейнов, с 1879 года собственность Эмерика Чапского.
С конца февраля 1918 года территория оккупирована войсками Германской империи. 25 марта 1918 года согласно Третьей Уставной грамоте волость провозглашена частью Белорусской Народной Республики. В декабре 1918 года занята Красной Армией, с 1 января 1919 года в соответствии с постановлением I съезда КП(б) Беларуси она вошла в состав Советской Белоруссии, с 27 февраля 1919 года — в ЛитБел ССР. Во время польско-советской войны в августе 1919 — июле 1920 годов под оккупацией Польши (Минский округ ГУУЗ).
С 31 июля 1920 года в Белорусской ССР.
Во Вторую мировую войну с конца июня 1941 года до начала июля 1944 года под оккупацией Германии.

## Население

### Численность
- 2019 год — 13 жителей

### Динамика
- 1870 год — 11 жителей мужского пола
- 1897 год — 13 дворов, 88 жителей
- 1917 год — 9 дворов, 59 жителей
- 1960 год — 61 житель
- 1999 год — 17 жителей (перепись населения)
- 2002 год — 5 дворов, 8 жителей
- 2009 год — 6 жителей (перепись населения)[3]
- 2012 год — 4 хозяйства, 6 жителей
- 2019 год — 13 жителей (перепись населения)

## Улицы
- Дальняя
- Дачная
- Луговая
- Полевая
- Центральная